# Belgique au Concours Eurovision de la chanson 2006
La Belgique a participé au Concours Eurovision de la chanson 2006 les 18 et 20 mai à Athènes, en Grèce. C'est la 48e participation belge au Concours Eurovision de la chanson.
Le pays est représenté par la chanteuse Kate Ryan et la chanson Je t'adore, sélectionnées par la VRT au moyen de la finale nationale Eurosong.

## Sélection

### Eurosong 2006
Le radiodiffuseur belge pour les émissions néerlandophones, la Vlaamse Radio- en Televisieomroep (VRT), organise la 12e édition du concours national Eurosong pour sélectionner l'artiste et la chanson représentant la Belgique au Concours Eurovision de la chanson 2006.
L'Eurosong 2006, présenté par Bart Peeters, est composé de quarts de finale, demi-finales et une finale nationale ayant lieu du 8 janvier au 19 février 2006 à Schelle.
Deux participants à cette sélection nationale ont déjà représenté la Belgique à l'Eurovision : Barbara Dex (1993) et Vanessa Chinitor (1999).

#### Quarts de finale
Chaque quart de finale contient sept chansons, dont les trois arrivées en tête du classement de chaque manche se qualifie pour l'une des deux demi-finales. À la suite des quarts de finale, le jury professionnel fait usage d'invitations privilégiées — une pour chacune des demi-finales — ce qui porte à sept le nombre total de chansons de chaque demi-finale.
En quarts de finale et en demi-finales, les jurys représentaient 66 % des suffrages, tandis que le télévote comptait pour 33 %.

##### 1erquart de finale
| Ordre | Artiste          | Chanson               | Langue            | Traduction                          | Points | Place |
| ----- | ---------------- | --------------------- | ----------------- | ----------------------------------- | ------ | ----- |
| 1     | Brahim           | P.O.W.E.R.            | Anglais, français | P.O.U.V.O.I.R.                      | 44     | 2     |
| 2     | Jeason           | Dame amor, dame vida  | Espagnol          | Donne moi l'amour, donne moi la vie | 24     | 3     |
| 3     | Sonny O'Brien    | I'll Be There for You | Anglais           | Je serais là pour toi               | 23     | 4     |
| 4     | Fantoom          | Hier sta ik           | Néerlandais       | Je suis là                          | 15     | 6     |
| 5     | Vanessa Chinitor | Beyond You            | Anglais           | 1                                   | 10     | 7     |
| 6     | Zenna            | Someone Is Calling    | Anglais           | Quelqu'un appelle                   | 18     | 5     |
| 7     | Katerine         | Watch Me Move         | Anglais           | Regarde moi bouger                  | 52     | 1     |

- Sonny O'Brien a par la suite été sélectionné en interne par le jury professionnel via l'une des deux invitations privilégiées (wild cards) pour les demi-finales.

##### 2equart de finale
| Ordre | Artiste         | Chanson                          | Langue      | Traduction                             | Points | Place |
| ----- | --------------- | -------------------------------- | ----------- | -------------------------------------- | ------ | ----- |
| 1     | Casa Creola     | Easy esta noche                  | Anglais     | Facile ce soir                         | 14     | 6     |
| 2     | Afi (nl)        | Not That Beautiful               | Anglais     | Pas si beau                            | 36     | 3     |
| 3     | Tommy           | The Best Time of My Life         | Anglais     | Le meilleur moment de ma vie           | 19     | 5     |
| 4     | Barbara Dex     | Crazy                            | Anglais     | Fou                                    | 44     | 1     |
| 5     | Beatoxic        | Feel Like                        | Anglais     | Sentir comme                           | 6      | 7     |
| 6     | Els de Schepper | Als ik je morgen ergens tegenkom | Néerlandais | Si je te rencontre demain quelque part | 25     | 4     |
| 7     | Roxane (nl)     | Push It                          | Anglais     | Pousse-le                              | 39     | 2     |

- Els de Schepper a par la suite été sélectionné en interne par le jury professionnel via l'une des deux invitations privilégiées (wild cards) pour les demi-finales.

##### 3equart de finale
| Ordre | Artiste           | Chanson                 | Langue      | Traduction                        | Points | Place |
| ----- | ----------------- | ----------------------- | ----------- | --------------------------------- | ------ | ----- |
| 1     | Valérie Mouton    | I Can't Go on Like This | Anglais     | Je ne peux pas continuer comme ça | 14     | 6     |
| 2     | Kate Ryan         | Je t'adore              | Anglais     | –                                 | 44     | 1     |
| 3     | Kaye Styles       | Profile                 | Anglais     | Profil                            | 37     | 3     |
| 4     | Axel Devries      | Alleen jij              | Néerlandais | Seulement toi                     | 10     | 7     |
| 5     | Laura D           | History Turning Round   | Anglais     | L'histoire tourne                 | 24     | 4     |
| 6     | Peter Evrard (nl) | Coward                  | Anglais     | Lâche                             | 42     | 2     |
| 7     | Pim               | I'm Your Man            | Anglais     | Je suis ton homme                 | 15     | 5     |

##### 4equart de finale
| Ordre | Artiste        | Chanson                      | Langue      | Traduction                       | Points | Place |
| ----- | -------------- | ---------------------------- | ----------- | -------------------------------- | ------ | ----- |
| 1     | Kaden          | In Your Heaven               | Anglais     | Dans ton paradis                 | 12     | 6     |
| 2     | WOEST          | Gek                          | Néerlandais | Fou                              | 22     | 4     |
| 3     | Ali vs. Laura  | I Belong to You Belong to Me | Anglais     | Je t'appartiens, tu m'appartiens | 12     | 6     |
| 4     | La Sakhra (nl) | Wonderland                   | Anglais     | Pays des merveilles              | 38     | 2     |
| 5     | Triskèl        | I'll Be There for You        | Anglais     | Je serais là pour toi            | 14     | 5     |
| 6     | Belle Perez    | El mundo bailando            | Espagnol    | Le monde danse                   | 52     | 1     |
| 7     | Eve Kempbel    | Not Right                    | Anglais     | Pas bien                         | 36     | 3     |

#### Demi-finales
Les demi-finales ont lieu du 5 au 12 février 2006,,.
En quarts de finale et en demi-finales, les jurys représentaient 66 % des suffrages, tandis que le télévote comptait pour 33 %.
Les trois premières chansons du classement de chaque demi-finale avancent vers la finale, le jury professionnel a ensuite fait une troisième invitation privilégiée pour porter le total à sept.

##### 1redemi-finale
| Ordre | Artiste         | Chanson                          | Langue      | Traduction                             | Points | Place |
| ----- | --------------- | -------------------------------- | ----------- | -------------------------------------- | ------ | ----- |
| 1     | Jeason          | Dame amor, dame vida             | Espagnol    | Donne moi l'amour, donne moi la vie    | 9      | 7     |
| 2     | Eve Kempbell    | Not Right                        | Anglais     | Pas bien                               | 21     | 4     |
| 3     | Els de Schepper | Als ik je morgen ergens tegenkom | Néerlandais | Si je te rencontre demain quelque part | 27     | 3     |
| 4     | Afi (nl)        | Not That Beautiful               | Anglais     | Pas si beau                            | 18     | 5     |
| 5     | Katerine        | Watch Me Move                    | Anglais     | Regarde moi bouger                     | 15     | 6     |
| 6     | Kaye Styles     | Profile                          | Anglais     | Profil                                 | 44     | 2     |
| 7     | Kate Ryan       | Je t'adore                       | Anglais     | –                                      | 52     | 1     |

##### 2edemi-finale
| Ordre | Artiste        | Chanson               | Langue            | Traduction            | Points | Place |
| ----- | -------------- | --------------------- | ----------------- | --------------------- | ------ | ----- |
| 1     | La Sakhra (nl) | Wonderland            | Anglais           | Pays des merveilles   | 44     | 1     |
| 2     | Roxane (nl)    | Push It               | Anglais           | Pousse-le             | 7      | 7     |
| 3     | Sonny O'Brien  | I'll Be There for You | Anglais           | Je serais là pour toi | 11     | 6     |
| 4     | Brahim         | P.O.W.E.R.            | Anglais, français | P.O.U.V.O.I.R.        | 32     | 4     |
| 5     | Belle Perez    | El mundo bailando     | Espagnol          | Le monde danse        | 34     | 3     |
| 6     | Peter Evrard   | Coward                | Anglais           | Lâche                 | 21     | 5     |
| 7     | Barbara Dex    | Crazy                 | Anglais           | Fou                   | 37     | 2     |

#### Finale
La finale de l'Eurosong 2006 a lieu le 19 février 2006. Sept chansons ont participé, sélectionnées à travers les demi-finales.
En finale, les jurys représentaient 40 % des voix, les jurys internationaux 30 % et le télévote 40 %. Le vote est effectué par un jury professionnel (composé de Yasmine, Marcel Vanthilt, André Vermeulen et Johnny Logan), le jury de Radio 2, le jury de Radio Donna, le jury de presse et les télévoteurs. Trois jurys européens ont également été mis en place en finale.
| Ordre | Artiste         | Chanson                          | Langue            | Traduction                             | Points | Place |
| ----- | --------------- | -------------------------------- | ----------------- | -------------------------------------- | ------ | ----- |
| 1     | Barbara Dex     | Crazy                            | Anglais           | Fou                                    | 33     | 5     |
| 2     | Brahim          | P.O.W.E.R.                       | Anglais, français | P.O.U.V.O.I.R.                         | 38     | 4     |
| 3     | Belle Perez     | El mundo bailando                | Espagnol          | Le monde danse                         | 57     | 3     |
| 4     | Els de Schepper | Als ik je morgen ergens tegenkom | Néerlandais       | Si je te rencontre demain quelque part | 20     | 7     |
| 5     | La Sakhra (nl)  | Wonderland                       | Anglais           | Pays des merveilles                    | 62     | 2     |
| 6     | Kaye Styles     | Profile                          | Anglais           | Profil                                 | 24     | 6     |
| 7     | Kate Ryan       | Je t'adore                       | Anglais           | –                                      | 76     | 1     |

| 1 | Barbara Dex     | Crazy                            | 3 | 5 | 2 | 1 | 5 | 3 | 5 | 9  | 33 |
| 2 | Brahim          | P.O.W.E.R.                       | 9 | 1 | 4 | 3 | 3 | 2 | 1 | 15 | 38 |
| 3 | Belle Perez     | El mundo bailando                | 2 | 9 | 9 | 5 | 4 | 7 | 9 | 12 | 57 |
| 4 | Els de Schepper | Als ik je morgen ergens tegenkom | 1 | 2 | 1 | 4 | 2 | 4 | 3 | 3  | 20 |
| 5 | La Sakhra (nl)  | Wonderland                       | 7 | 4 | 7 | 9 | 7 | 5 | 2 | 21 | 62 |
| 6 | Kaye Styles     | Profile                          | 4 | 3 | 3 | 2 | 1 | 1 | 4 | 6  | 24 |
| 7 | Kate Ryan       | Je t'adore                       | 5 | 7 | 5 | 7 | 9 | 9 | 7 | 27 | 76 |

Lors de cette sélection, c'est la chanson Je t'adore, interprétée par Kate Ryan, qui fut choisie.

## À l'Eurovision

### Points attribués par la Belgique
| 12 points | Arménie            |
| 10 points | Finlande           |
| 8 points  | Turquie            |
| 7 points  | Lituanie           |
| 6 points  | Bosnie-Herzégovine |
| 5 points  | Suède              |
| 4 points  | Pays-Bas           |
| 3 points  | Irlande            |
| 2 points  | Russie             |
| 1 point   | Pologne            |

| 12 points | Arménie            |
| 10 points | Grèce              |
| 8 points  | Finlande           |
| 7 points  | Turquie            |
| 6 points  | Bosnie-Herzégovine |
| 5 points  | Suède              |
| 4 points  | Lituanie           |
| 3 points  | Russie             |
| 2 points  | Roumanie           |
| 1 point   | Allemagne          |

### Points attribués à la Belgique

#### Demi-finale
| 12 points                    | 10 points           | 8 points                                 | 7 points                        | 6 points |
| ---------------------------- | ------------------- | ---------------------------------------- | ------------------------------- | -------- |
|                              |                     |                                          | - Andorre - Malte - Pays-Bas    | - Monaco |
| 5 points                     | 4 points            | 3 points                                 | 2 points                        | 1 point  |
| - Irlande - Slovénie - Suède | - Islande - Pologne | - Danemark - Estonie - Finlande - France | - Espagne - Lituanie - Portugal | - Chypre |

Lors de la demi-finale, Kate Ryan interprète Je t'adore en 7e position, suivant l'Albanie et précédant l'Irlande.
Au terme du vote de la demi-finale, la Belgique termine 12e sur 23 pays, ayant reçu 69 points provenant de 17 pays. La Belgique n'ayant pas terminé parmi les dix premiers pays du classement, elle ne se qualifie pas pour la finale.